# Terebra subangulata
Terebra subangulata é uma espécie de gastrópode do gênero Terebra, pertencente a família Terebridae.